# Geldemar Carpenel
Geldemar Carpenel (Waldemar), död 7 september 1101, av okänd härkomst.
Geldemar deltog i det första korståget i erövringen av Jerusalem, där Godfrey av Bouillon gav honom makten över Haifa. Haifa hade nyligen intagits av Tancred som utvisade Geldemar från staden efter Godfreys död år 1100. Geldemar drog sig tillbaka till Sankt Abrahams slott i Hebron. Geldemar vädjade till den nye kungen av Jerusalem, Baldwin I, och återfick tillfälligt makten över Haifa, under förutsättning att den skulle återställas till Tancred efter 15 månader. I september 1101 dödades Geldemar vid Ramla i ett slag mot det fatimidiska kalifatet. I och med Geldemars död föll Haifa formellt tillbaka till Tancred, men omkring 1103 övergick makten till Rohard I, en släkting till Geldemar. 